# Junkers G 38
Junkers G 38 – niemiecki samolot transportowy z 1929 roku.

## Historia

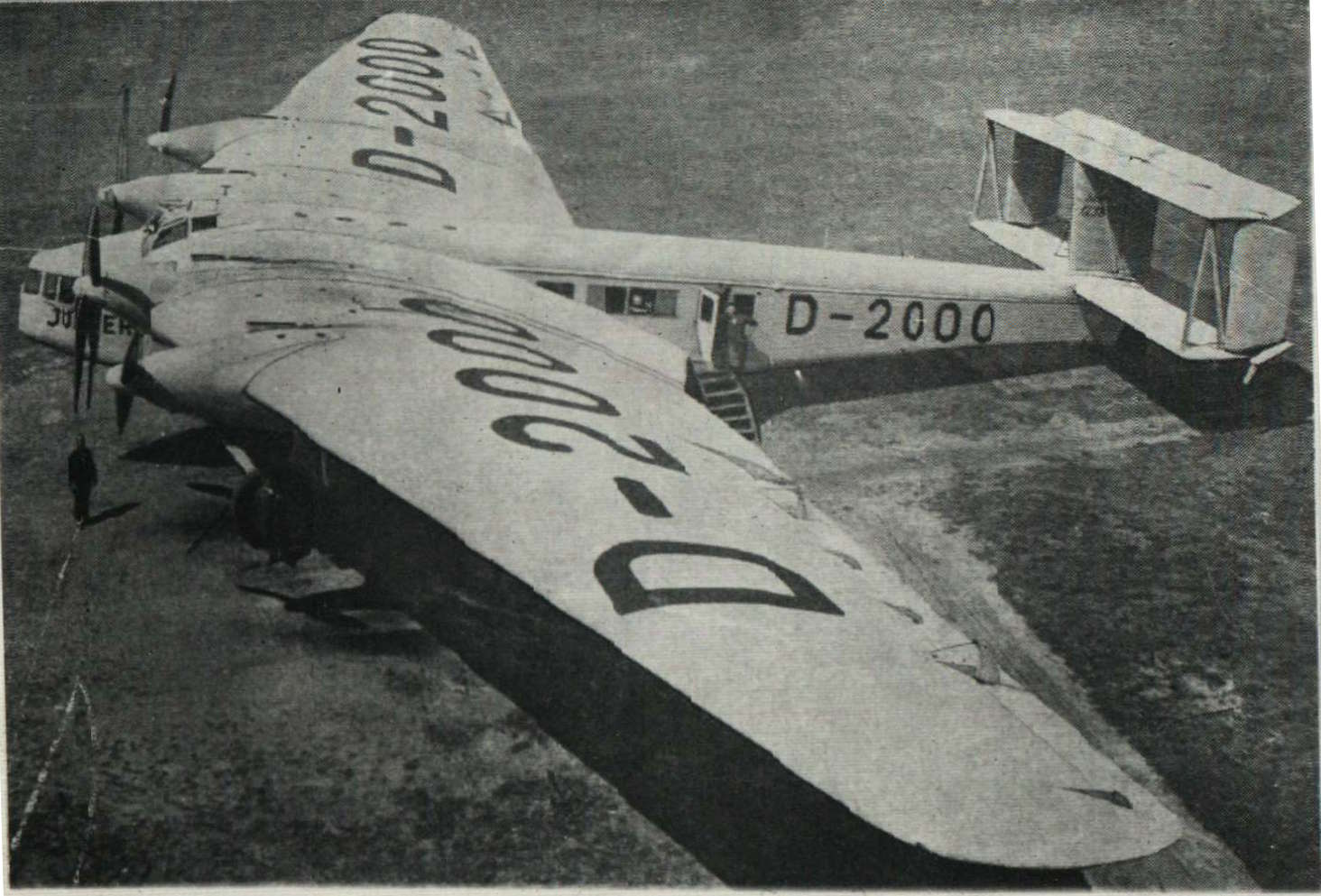
Junkers G 38

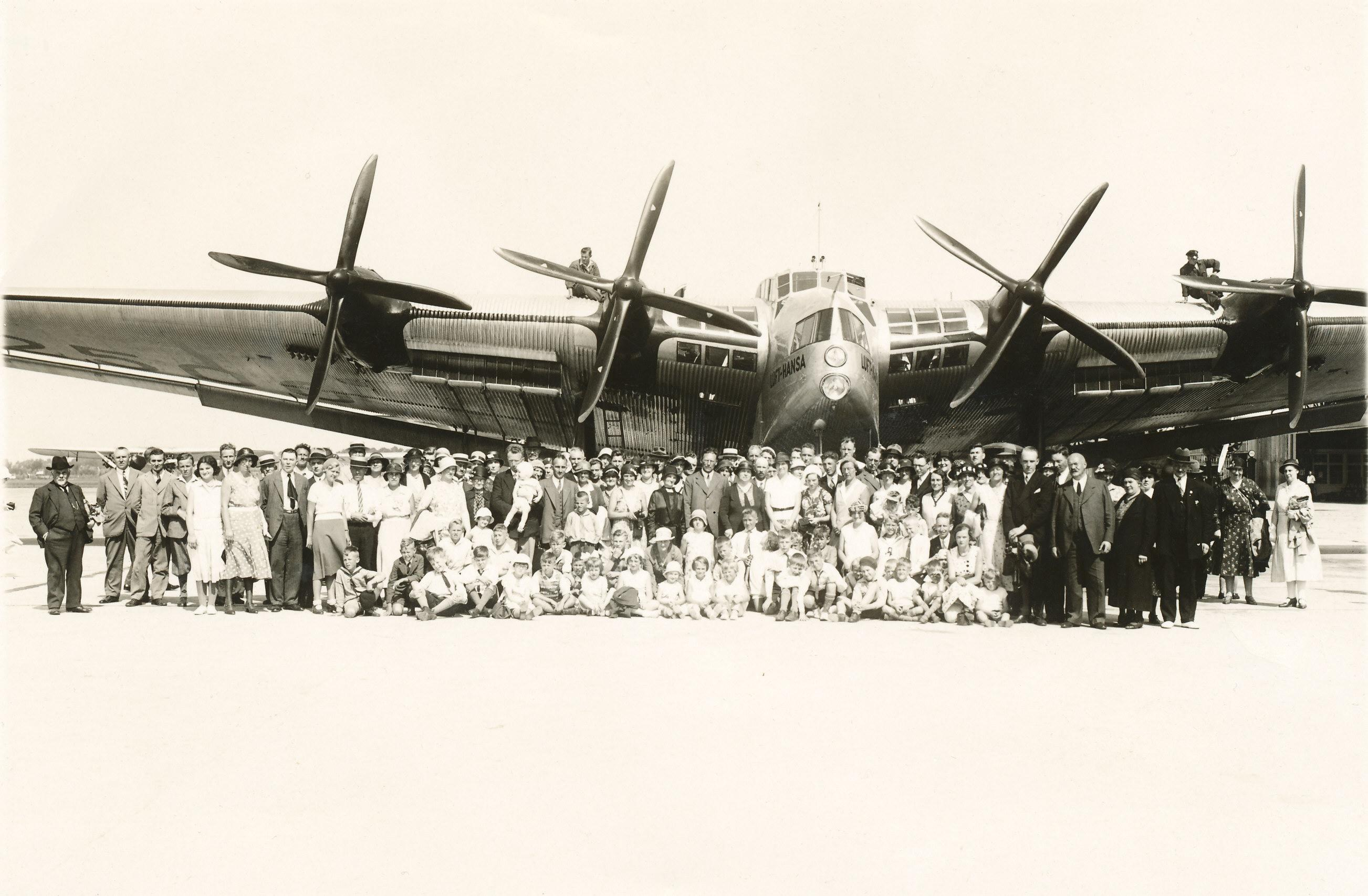
Junkers G 38 – widok od przodu

Projekt prof. Hugo Junkersa zakładał użycie olbrzymiego skrzydła wolnonośnego bez usterzenia, jednakże w latach dwudziestych budowa takiego skrzydła nie była możliwa ze względów technicznych. Wyjściem był kompromis – zastosowanie bardzo grubego skrzydła wolnonośnego (głębokość profilu 10,8 m i wysokość 2,8 m – przestrzeń wykorzystana przez silniki) z wmontowanymi silnikami oraz klasycznego kadłuba znacznie pomniejszonego w stosunku do olbrzymiego skrzydła. Na kadłubie umieszczone było usterzenie, zapewniające stateczność i sterowność.
Prototyp został oblatany 6 listopada 1929 r. Wyprodukowano jedynie 2 sztuki (jedną w wersji G 38a, drugą jako G 38ce), zakupione następnie przez linie lotnicze Deutsche Lufthansa. Pierwszy egzemplarz służył raczej do celów reklamowych, a drugi obsługiwał dłuższe trasy: z Berlina do Monachium, Frankfurtu nad Menem i Królewca. Wykorzystywany był też na niektórych liniach międzynarodowych. Pomimo to G 38 uważany był raczej za „prehistorycznego kolosa” niż za nowoczesny samolot. G 38a rozbił się w 26 maja 1936 w Dessau (dziś Dessau-Roßlau), a druga maszyna od 1939 służyła w Luftwaffe do transportu wojskowego. Została zniszczona w czasie nalotu bombowego w Atenach w maju 1941.
W Japonii zbudowano na licencji 6 samolotów tego typu w wersji bombowej Ki-20.

## Wersje
- G 38a – dwa silniki Junkers L55 (622 KM) bliżej kadłuba, obok nich dwa L8 (400 KM, zastąpione potem silnikami L88 (800 KM)), 30 miejsc pasażerskich i 2 dwumiejscowe kabiny w skrzydłach (na krawędzi natarcia, przy kadłubie)
- G 38ce – dwa silniki L8 (400 KM) i dwa L88 (800 KM), klapy szczelinowe na krawędzi spływu, 28 miejsc pasażerskich i 2 trzymiejscowe kabiny w skrzydłach

Po roku 1932 oba samoloty wyposażono w silniki Jumo 204 (750 KM). Spotyka się też oznaczenia pierwszego prototypu G 38di i drugiego prototypu G 38b, G 38ci, G 38fi w zależności od montowanych silników.

## Opis techniczny
Wolnonośny górnopłat konstrukcji metalowej, kryty blachą falistą. Podwozie samolotu stałe, z dwoma kołami na każdej goleni. Usterzenie z podwójnym statecznikiem poziomym i potrójnym pionowym. Śmigła czterołopatowe.